# Michal Heiman

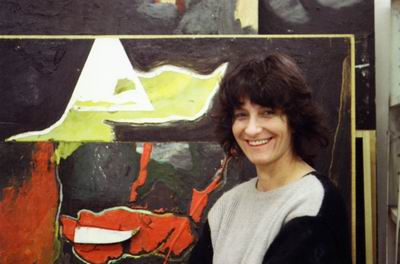
Michal Heiman (1989)

Foto aus der Serie Asylum (The Dress) 1855-2017 von Michal Heiman (2015)

Michal Heiman (* 1955 in Tel Aviv) ist eine israelische Medienkünstlerin.
Heiman studierte von 1977 bis 1979 Fotografie am Hadassah College in Jerusalem und von 1982 bis 1984 Malerei und Skulptur am Art Teachers Training College in Ramat haScharon. 1991 bis 1993 war Michal Heiman als Kuratorin bei der Camera Obscura Gallery in Tel Aviv tätig. Sie lehrt an der Bezalel Academy of Arts and Design in Jerusalem und der Universität Tel Aviv.
Michal Heiman arbeitet interdisziplinär in den Bereichen Installation, Malerei, Fotografie und Video. Ihre Arbeit basiert häufig auf umfangreichen Recherchen in den Bereichen Psychologie und Philosophie und konzentriert sich auf die Themen Psychoanalyse, klinische Forschung, Kunstgeschichte, Politik und Genderdiskussion.
Sie stellt international aus, unter anderem 1997 das Werk Michal Heiman Test No. 1 (M.H.T) auf der documenta X in Kassel. Heiman erhielt 1989 bis 1990 ein Stipendium der America-Israel Cultural Foundation und 2011 den Shpilman Preis für Fotografie.